# 数量経済史
数量経済史（すうりょうけいざいし、クリオメトリックス）は、歴史学の一つである経済史の分野と、計量経済学との学際分野。ダグラス・ノースらによって形成された。
英語では"cliometrics"であり、計量経済史とも訳される。「数量経済史」を標榜した初めての書物は、1975年に刊行された新保博・速水融・西川俊作著『数量経済史入門』とされる。
経済史で取り扱う事象に、ミクロ経済学、マクロ経済学のモデルを適用し、文献などの資料から経済統計を算出し、計量経済学の手法で、分析対象の経済活動に対して推定を試みる学問である。
狭義の計量経済史では、パネルデータの線形回帰分析モデル、時系列データの一変量時系列モデルなどの計量経済学のモデルを利用する。一方、数量経済史と表現した場合には、必ずしも計量経済学のモデルを利用するのではなく、経済統計の資料作成も含まれる。

## 引用文献
1. ↑  村上直・白川部達夫・大石学・岩田浩太郎(編), 1989年.『日本近世史研究事典』東京堂出版, p.264.